# دوغلاس سيكويرا (لاعب كرة قدم)
دوغلاس سيكويرا (بالإسبانية: Douglas Sequeira)‏ هو لاعب كرة قدم كوستاريكي، ولد في 16 سبتمبر 2003 في سان خوسيه في كوستاريكا.